# Saint-Geniès-Bellevue
Saint-Geniès-Bellevue (okzitanisch: Sant Ginèst) ist eine französische Gemeinde mit 2492 Einwohnern (Stand 1. Januar 2022) im Département Haute-Garonne in der Region Okzitanien; sie gehört zum Arrondissement Toulouse und zum Kanton Pechbonnieu. Die Einwohner werden Saint-Geisois genannt.

## Geographie
Die Gemeinde Saint-Geniès-Bellevue liegt neun Kilometer nordnordöstlich von Toulouse als bevorzugter Wohnstandort „im Grünen“. Umgeben wird Saint-Geniès-Bellevue von den Nachbargemeinden Saint-Loup-Cammas im Nordwesten und Norden, Lapeyrouse-Fossat im Nordosten, Castelmaurou im Osten, Saint-Jean im Südosten, L’Union im Süden sowie Launaguet im Südwesten und Westen.

## Bevölkerungsentwicklung
| Jahr                       | 1962 | 1968 | 1975 | 1982 | 1990 | 1999 | 2006 | 2012 | 2020 |
| Einwohner                  | 372  | 630  | 1192 | 1452 | 1529 | 1781 | 2156 | 2162 | 2512 |
| Quellen: Cassini und INSEE |      |      |      |      |      |      |      |      |      |

## Sehenswürdigkeiten
- Schloss Saint-Geniès-Bellevue, Monument historique
- Kirche Saint-Geniès

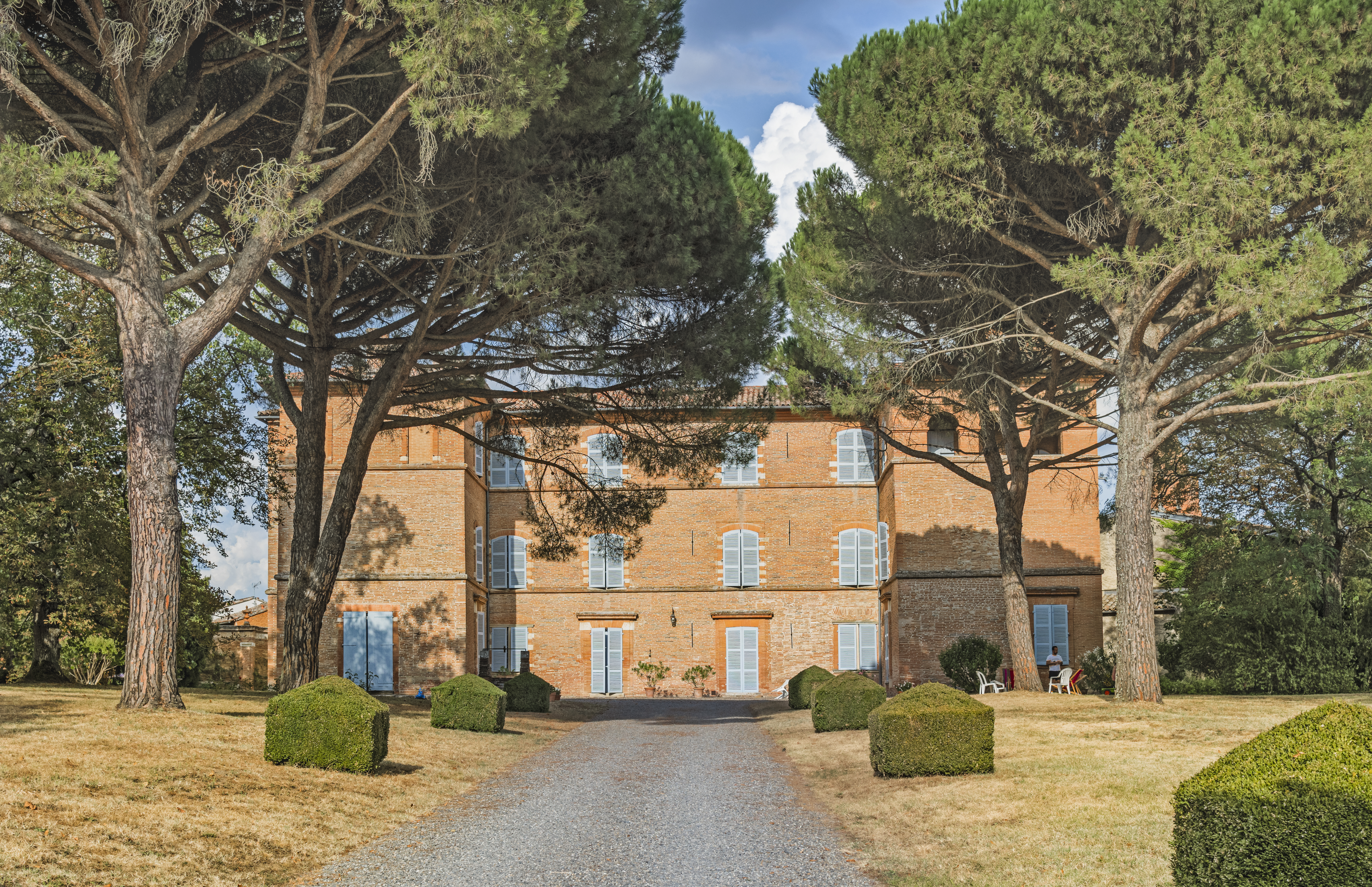
Schloss Saint-Geniès-Bellevue
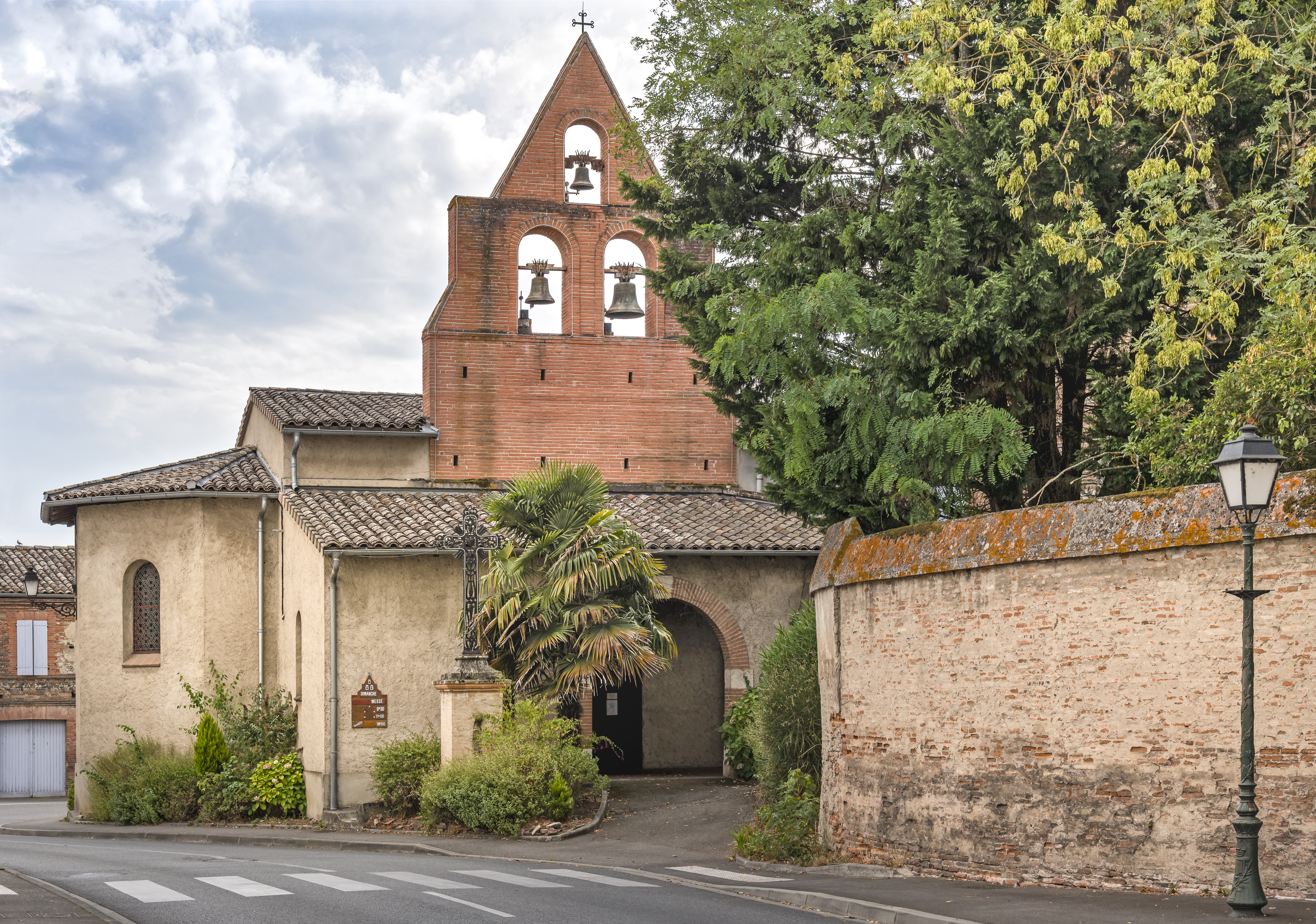
Kirche Saint-Geniès
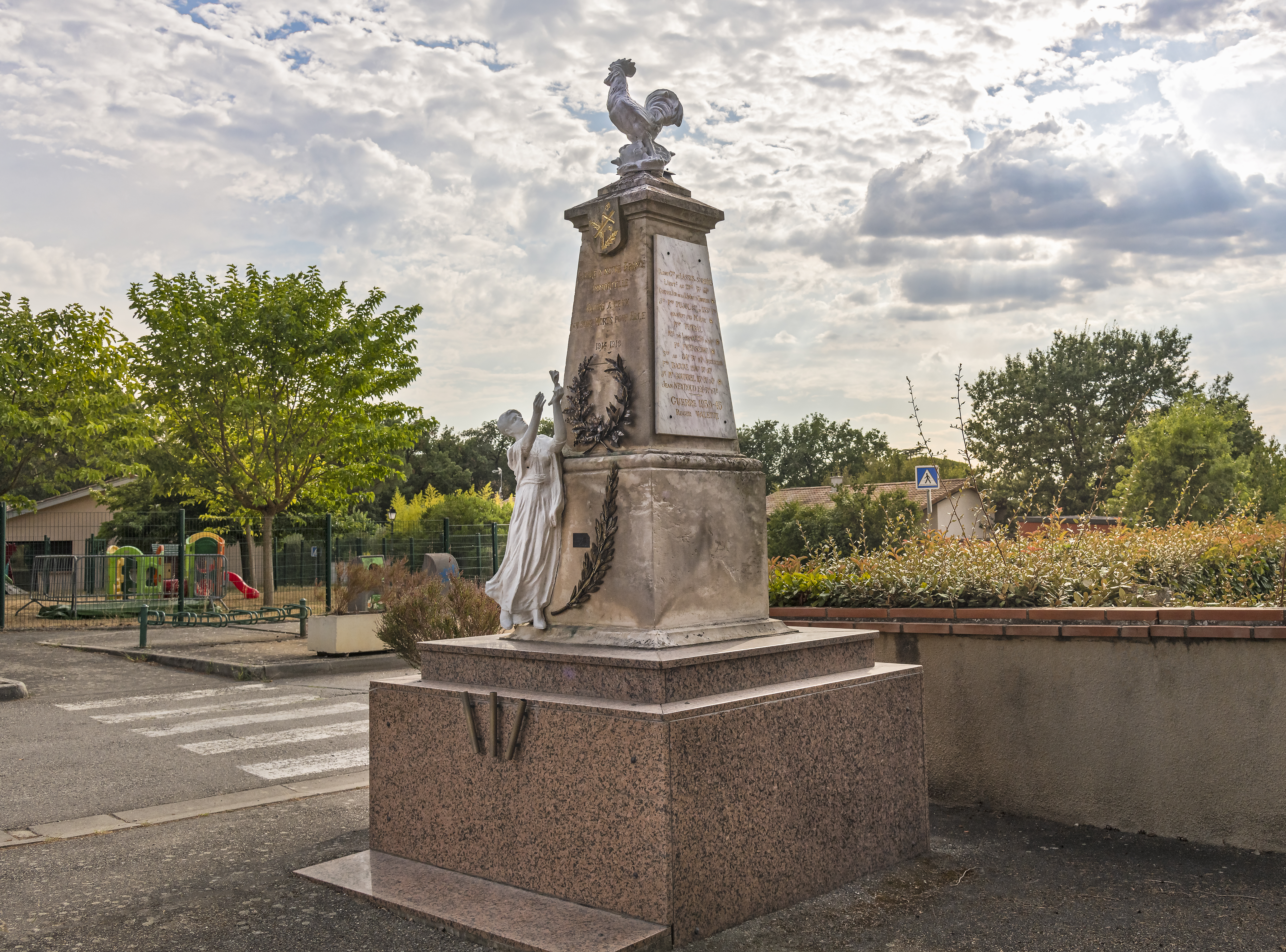
Gefallenendenkmal